# زاك إبراهيم
زاك إبراهيم (ولد باسم عبد العزيز السيد نصير ، بيتسبرغ، بنسلفانيا، 24 مارس 1983 ) وهو مؤلف وناشط سلام أمريكي. وهو نجل السيد نصير، الذي اغتال مئير كهانا، مؤسس رابطة الدفاع اليهودية والحاخام ليهودي الأرثوذكسي المتشدد. وأدين نصير في وقت لاحق بالتورط في مؤامرة التفجير التاريخية في مدينة نيويورك. 
بعد عدة سنوات من إخفاء هويته الحقيقية، غير عبد العزيز اسمه إلى زاك إبراهيم وبدأ يتحدث علنًا عن أنشطة والده لصالح السلام. أصدر كتابه الأول، ابن الإرهابي: قصة الاختيار من خلال سايمون اند شوستر في سبتمبر 2014.  وقد فازت بجائزة جمعية المكتبات الأمريكية في عام 2015.

## روابط خارجية
- الموقع الرسمي
- زاك إبراهيم في مؤتمر تيد
- مقابلة إذاعية على NPR ، 18 سبتمبر 2014